# Hans Wilken
Hans Wilhelm Friedrich Wilken (* 6. Mai 1929 in Rostock; † 5. September 2006 ebenda) war ein deutscher Gynäkologe.

## Leben
Hans Wilken wurde geboren als Sohn von Wilhelm Wilken und dessen Frau Elise Wilken, geb. Knoop. Er ging in seiner Geburtsstadt Rostock zur Schule und legte sein Abitur 1949 ab. Von 1949 bis 1954 studierte Wilken Medizin an der Universität Rostock und wurde dort 1954 promoviert. Nach seiner
Pflichtassistentenzeit an verschiedenen Rostocker Kliniken und einem in dieser Zeit üblichen praktischen Jahr ab 1955 in der Abteilung Gesundheitswesen im Landkreis Rostock begann er im September 1956 mit der Facharztweiterbildung an der Universitätsfrauenklinik Rostock unter dem damaligen Direktor
Hans Hermann Schmid, welche er 1960 mit dem Facharzt für Gynäkologie und Geburtshilfe abschloss.
1958 übernahm Helmut Kyank die Leitung der Rostocker Klinik. Auf dessen Rat befasste sich Wilken mit immunologischen Untersuchungen in der Schwangerschaft, worüber Wilken 1963 habilitiert wurde. 1960 wurde er zum Oberarzt und 1964 zum Hochschuldozenten ernannt. Andere Arbeitsgebiete von Wilken waren Infektionen in der Schwangerschaft und das damals aktuelle Problem der Rhesus-Inkompatibilität, wobei er als erster in der DDR die intrauterine Bluttransfusion des Fetus nach Liley durchführte.
1971 wechselte Hans Wilken nach Wismar, übernahm dort die Leitung der Frauenklinik, wurde Ärztlicher Direktor des damaligen Bezirkskrankenhauses Wismar und wurde durch die Universität Rostock zum Honorarprofessor ernannt. 1976 begann er dort mit der Behandlung von Erkrankungen der weiblichen Brust, welche bis dahin in der Hand der Chirurgen lag.
1981 nahm Wilken den Ruf an die Universität Rostock als Nachfolger von Helmut Kyank an und übernahm die Leitung der Universitätsfrauenklinik, welche er 12 Jahre bis zu seiner Emeritierung 1993 leitete. Unter Wilken erfolgte der Aufbau der Reproduktionsmedizin mit Geburt des ersten IVF-Kindes in Rostock 1987. Mitte der achtziger Jahre führte Wilken als einer der ersten in der damaligen DDR die brusterhaltende Therapie des Mammakarzinoms ein. Auch die Einführung der plastisch-ästhetischen Brustchirurgie war sein Verdienst. Nach seinem Ausscheiden wurde Reinhold Schwarz zu seinem Nachfolger berufen. Wilken arbeitete noch fast zwei Jahre an der Frauenklinik in Grevesmühlen und war in der Ärztekammer Mecklenburg-Vorpommern in der Ethikkommission tätig.
Hans Wilken verstarb 2006 im Alter von 77 Jahren in Rostock.

## Würdigung
Wilken war 1988 Mitbegründer der Gesellschaft für Senologie der DDR und bis 1990 deren Vorsitzender. Von 1982 bis 1992 war er Herausgeber und Chefredakteur des Zentralblatts für Gynäkologie, Beauftragter der Hauptforschungsrichtung M 30 Schwangerschaft und kindliche Entwicklung des Ministeriums für Hoch- und Fachschulwesen der DDR, Redaktionsmitglied der Zeitschrift für Anaesthesiologie und Reanimation, Mitglied des wissenschaftlichen Beirats der Zeitschrift Annales Chirurgiae et Gynaecologiae Finniae, Vorstandsmitglied der Gesellschaft für Gynäkologie der DDR und Vorstandsmitglied der Gesellschaft für Perinatale Medizin der DDR.
Weitere Ehrungen:
- 1977 Obermedizinalrat
- 1979 Vaterländischer Verdienstorden in Bronze

## Schriften (Auswahl)
Wilken verfasste insgesamt 260 Publikationen und Buchbeiträge und hielt über 300 Vorträge auf nationalen und internationalen Kongressen.
- Über die Funktionssteigerung des Hypophysen-Nebennierenrindensystems durch kleine und kleinste Röntgendosen (geprüft am Eosinophilentest nach Thorn). Dissertation, Universität Rostock, 1954
- Immunbiologische Untersuchungen in der normalen Schwangerschaft und bei Spätgestosen. Habilitationsschrift, Universität Rostock, 1963
- 150 Jahre klinische Geburtshilfe in Rostock, 100 Jahre Klinik für Gynäkologie und Geburtshilfe der Wilhelm-Pieck-Universität Rostock. In: Band 9 der Beiträge zur Geschichte der Universität Rostock. Rostock 1987, S. 5–35